# Messtischblatt

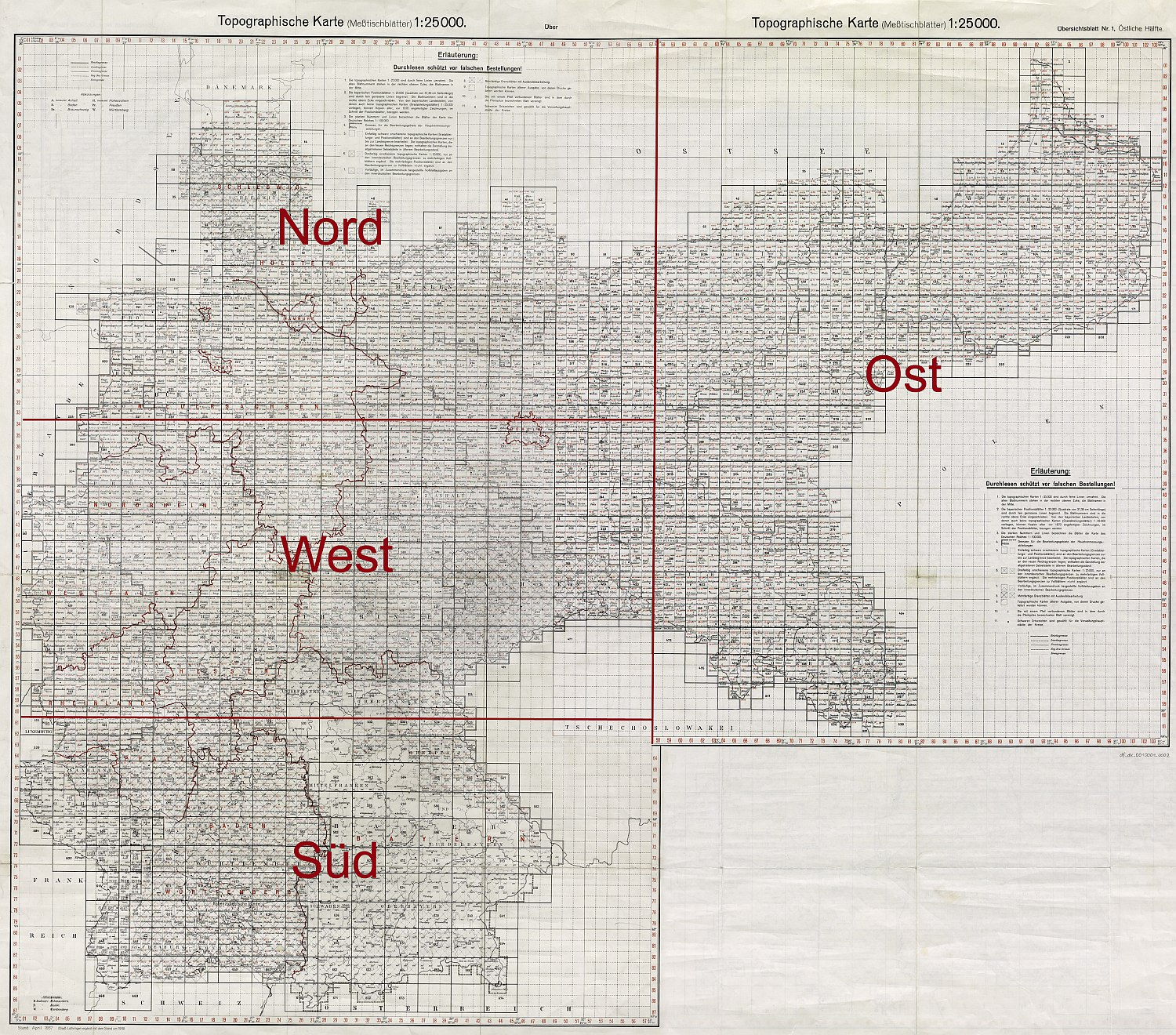
Niemcy 1:25 000, 1870-1943

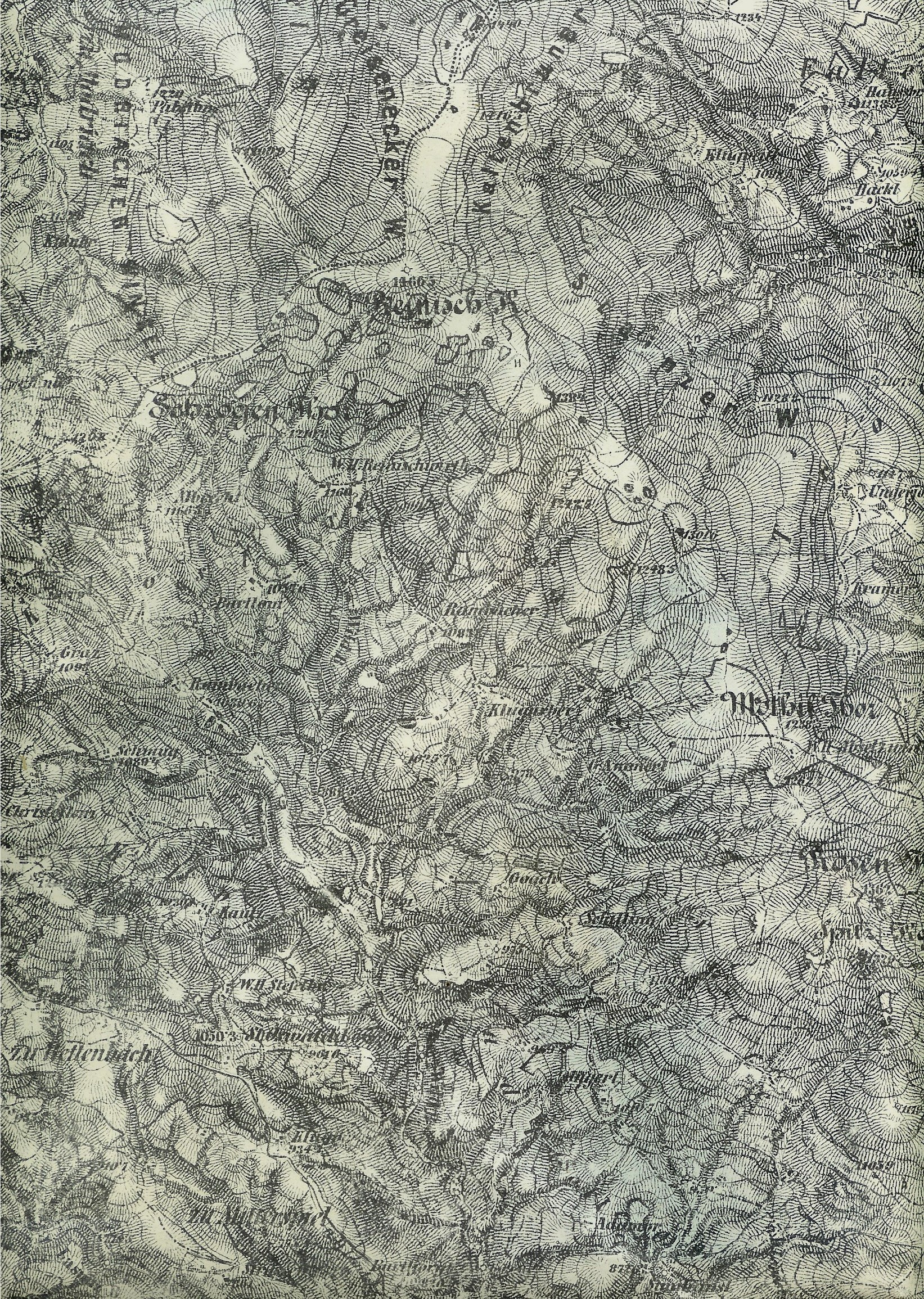
Messtischblatt z końca XIX wieku

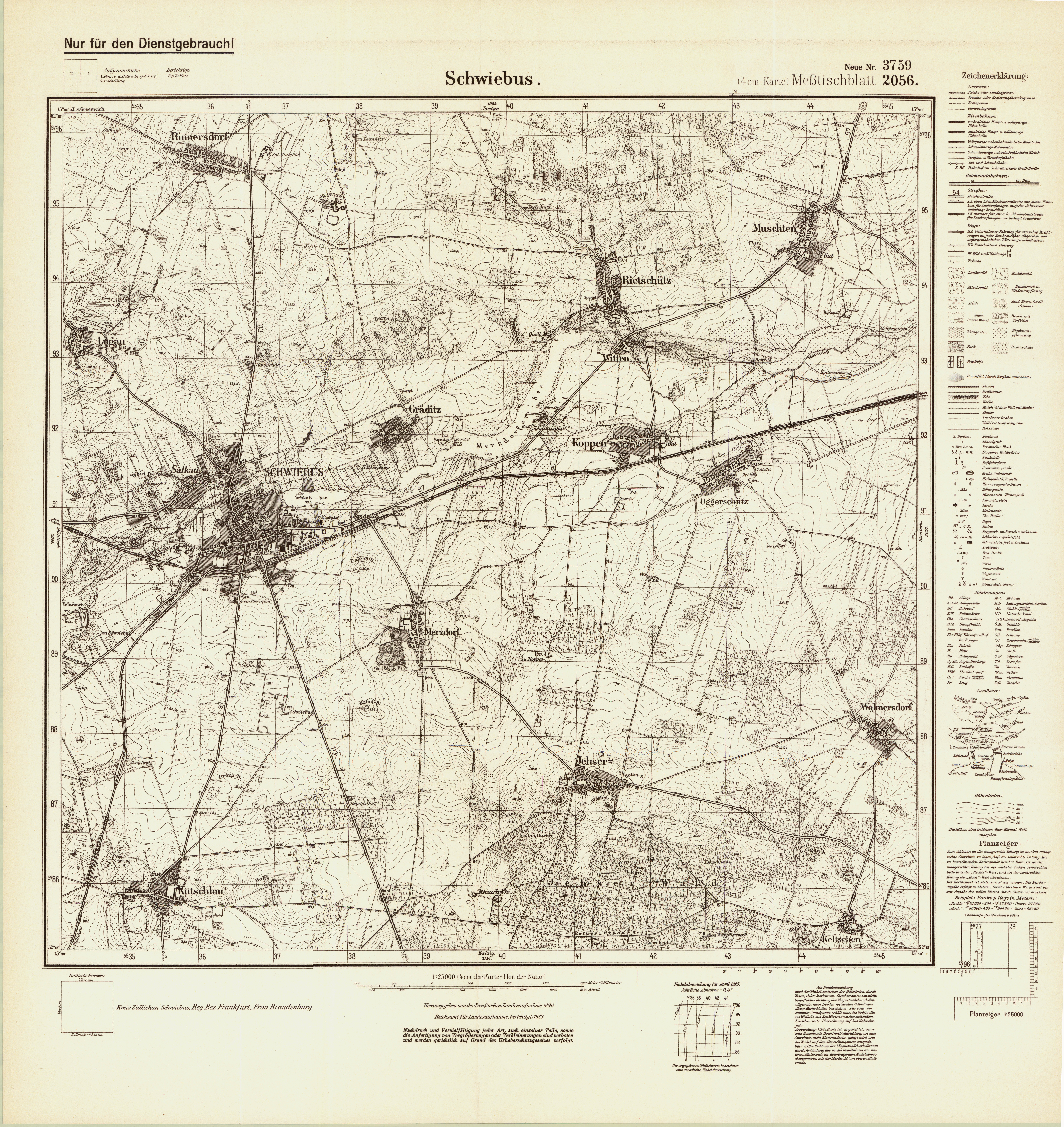
Messtischblatt nr 3759 z 1933 Świebodzin

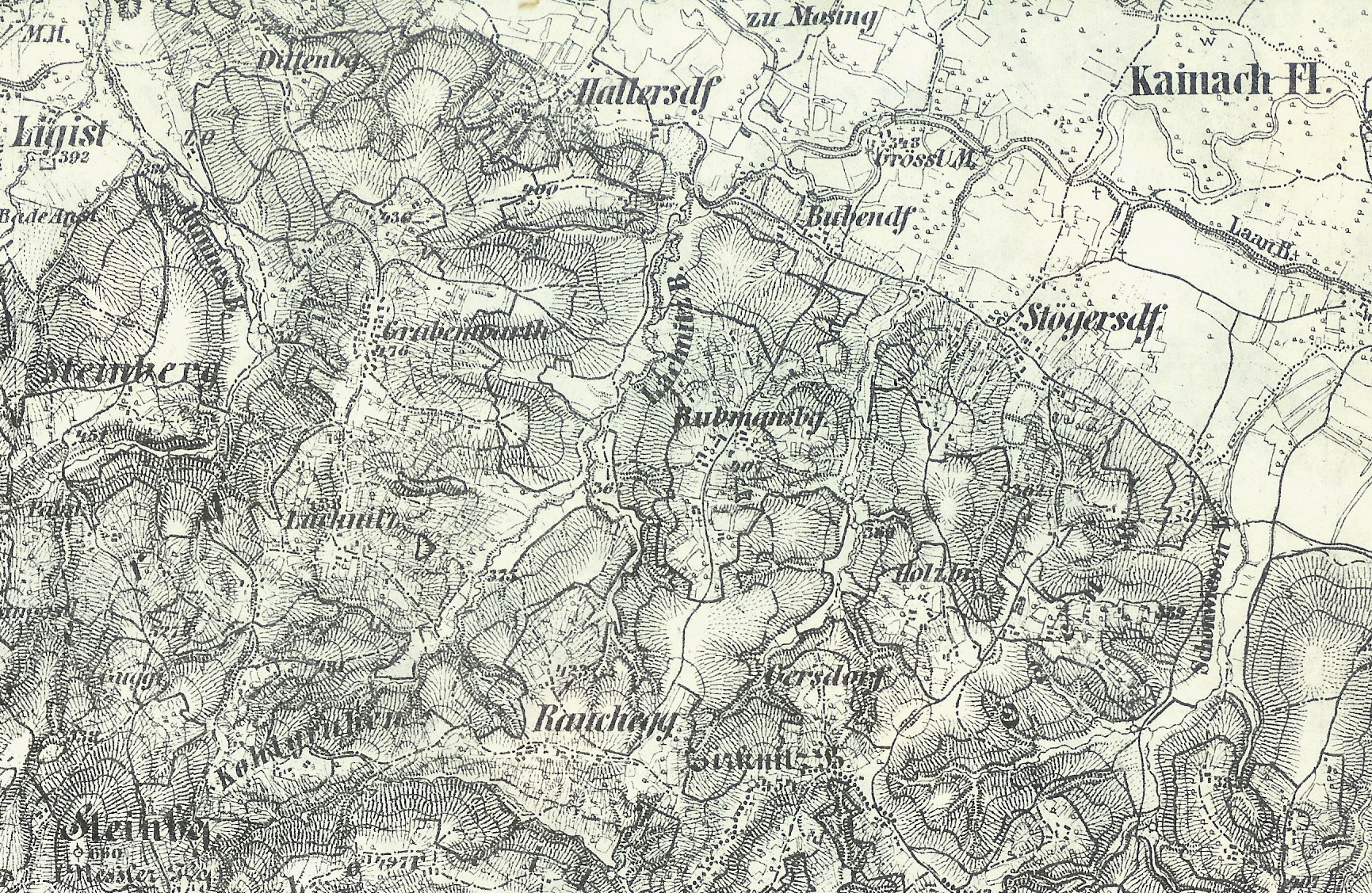
Messtischblatt z 1881

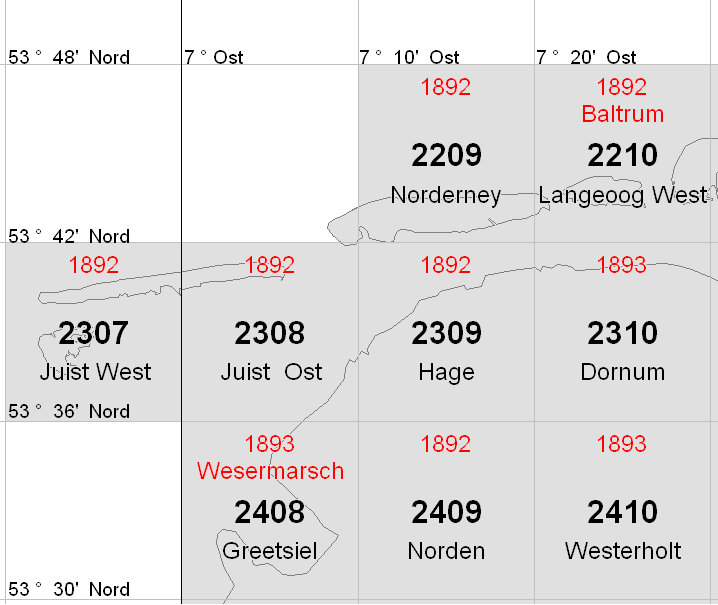
Skorowidz północno-zachodniej części Niemiec

Messtischblatt (Meßtischblätter) – niemiecka mapa topograficzna w skali 1:25 000, charakteryzująca się bardzo wysoką szczegółowością i nadzwyczajną dokładnością odwzorowania topografii terenu.
Messtischblatty wydawane były od schyłku XIX wieku do 1944 roku. Są jednym z najlepszych źródeł informacji na temat przeobrażania się przestrzeni, które zaszły w przyrodzie przez ostatnie 120 lat.

## Historia
Pomysłodawcą Messtischblattów był Karl von Müffling, który w zarządzeniu z 1821 roku zasugerował totalnie nowy system kartograficzny, który opierał się na odwzorowaniu wielościennym. W tym odwzorowaniu odcinki o długości i szerokości 1 stopnia (niem. Grad-Abteilung) rzutowane są na oddzielne płaszczyzny, styczne do elipsoidy w środkowym punkcie danego odcinka. W skali 1:25 000 odcinek stopniowy był nazbyt duży na jedną kartę mapy, co spowodowało rozgraniczenie na 10 pasów (niem. Bande I – X) i 6 słupów (niem. Blatt 1 – 6).
- W 1919 roku wznowiono prace nad Messtischblattami. Nie przeprowadzono ponownych fotografii terenu, a jedynie zaktualizowano informacje zebrane przed wojną. Pełne pokrycie kraju mapą uzyskano w 1931 roku. Równolegle biegły prace nad wprowadzeniem odwzorowania Gaussa-Krügera, które miało zastąpić skomplikowane odwzorowanie wielościenne. Prace nad tym projektem zakończyły się w 1927 roku. Przy dużej skali zmiana odwzorowania nie jest zauważalna na mapach. Dodatkowo pojawiła się siatka kilometrowa DRG (Deutsches Reiches Gitter). Jako południk zerowy przyjęto Greenwich, a nie jak dotychczas Ferro. W tym czasie podjęto próbę poprawy czytelności map poprzez wprowadzenie koloru brązowego dla warstwic. W ten sposób wydrukowano jednak niewielką liczbę arkuszy.

- W 1936 roku, dotychczasowa numeracja ciągła arkuszy, została zastąpiona nową, w której pierwsze dwie cyfry to pas, a kolejne – słup danego arkusza. Ułatwiło to bardzo posługiwanie się tymi planami.

## Specjalne Messtischblatty
- Do 1944 roku ukazywały się monokolorowe przedruki starszych map, często z notą „wydanie tymczasowe” (niem. Vorlaufige Ausgabe), często bardzo słabej jakości, na terenach II RP wcielonych do III Rzeszy były to najczęściej kopie polskiej mapy WIG w skali 1:25 000.
- W 1942 roku redagowaniem map zajęło się Naczelne Dowództwo Wojsk Lądowych (niem. OKH, Oberkommando des Herres) i Sztab Generalny (niem. Generalstab). Były one przeznaczone dla wojska. Informował o tym nagłówek „Deutsche Heereskarte”. Mapy OKH są lepszej jakości niż poprzednie wydania wojenne. Wydawane były także arkusze kolorowe. W czasie wojny władze wojskowe doskonaliły podział na regiony według zasad podziału Gaussa-Krügera – poprzez wprowadzanie na mapach nowej siatki topograficznej, nazwanej DHG (niem. Deutsches Heeres-Gitter).

## Dostępność Messtischblattów
- Duży zbiór map z serii Messtischblatt jest do wglądu w archiwum UAM w Poznaniu. W ostatnich latach uczelnia ta przeprowadziła akcję zeskanowania tych map w wysokiej rozdzielczości (300 DPI).
- Ogólnodostępne Messtischblatty można znaleźć na niekomercyjnych polskich stronach internetowych, które udostępniają bezpłatnie te mapy.